# Virtually Imaged Phased Array

Prinzipskizze eines VIPA

Ein Virtually Imaged Phased Array (VIPA) ist ein dispersives Bauteil, das ähnlich einem Prisma bzw. einem Beugungsgitter eine Aufspaltung des Lichts in seine spektralen Anteile bewirkt. Es bildet eine Modifikation des Fabry-Pérot-Resonators und funktioniert nahezu unabhängig von der Polarisation des Lichts. Im Gegensatz zu Prismen oder Gittern weist es eine deutlich höhere Dispersion auf, besitzt aber einen geringeren freien Spektralbereich. Es ähnelt somit einem meist in Reflexion benutzten Echellegitter, da auch hier hohe Beugungsordnungen genutzt werden. Das VIPA hingegen kann als kompaktes Bauteil in Transmission betrieben werden und transmittiert nahezu 100 % des Lichts.

## Begriffsherkunft
Ein Virtually Images Phased Array stellt das optische Analogon der aus der Radiotechnik bekannten Phased-Array-Antenne dar. Wörtlich ließe sich das VIPA als virtuell abgebildetes phasengesteuertes Feld übersetzen, da durch mehrfache virtuelle optische Abbildungen eines Lichtbündels im VIPA ein phasengesteuertes Feld aus Einzelquellen entsteht, wie später noch erläutert wird.

## Geschichte und bisherige Anwendungen
Das 1996 von Shirasaki vorgestellte VIPA besitzt sehr gute Dispersioneigenschaften, die insbesondere für den Bereich der optischen Nachrichtentechnik interessant sind. Bisher sind die Anwendungen hauptsächlich in der Forschung angesiedelt, worüber im Folgenden ein Überblick gegeben wird.
Eingeführt wurde es als Bauteil für das optische Wellenlängenmultiplexverfahren (WDM), wodurch eine Kanaltrennung mit einem Abstand von 0,8 nm erreicht wurde.
Diese Anwendung wurde neun Jahre später erneut aufgegriffen, um WDM mit einem Kanalabstand von 24 pm (3 GHz) zu erreichen
Weiterhin wurde durch Ausnutzung wellenlängenabhängiger Weglängen, bedingt durch die Winkeldispersion des VIPA, eine Kompensation chromatischer Dispersion von Fasern realisiert. Dies wurde mittels einstellbarer Spiegel bzw. eines räumlichen Modulators für Licht (SLM) als durchstimmbares System erweitert. Neben Systemen zur Wellenformgenerierung im Radiofrequenzbereich wurden Systeme zur Pulsformung durch Kombination aus VIPA zur hochauflösenden Wellenlängenaufspaltung bzw. Rekombination und einem SLM demonstriert.
Auf diese Weise konnte auch eine Kompensation von Polarisationsmodendispersion erreicht werden. Ein VIPA in Kombination mit einem Beugungsgitter kann ähnlich einem Echelle-Spektrograph eine zweidimensionale spektrale Aufspaltung des Lichts erzeugen, was zunächst für hochaufgelöstes WDM (>1000 Kanäle) realisiert wurde, aber inzwischen auch im Bereich der Infrarotspektroskopie Einsatz fand.
Dieses Konzept kann in Kombination mit einem hochauflösenden Spektrometer und einer spektral begrenzten Pulslichtquelle (z. B. Femtosekundenlaser) in einem konfokalen Mikroskopaufbau umgesetzt werden, der sowohl spektral codierte Bildgebung als auch Materialablation (mittels eines durchstimmbaren Lasers) durch den gleichen Messkopf ermöglicht.

## Aufbau und Funktionsweise

Funktionsweise eines VIPA

Das VIPA ist im Prinzip ein leicht modifizierter Fabry-Pérot-Resonator, der unter einem definierten Kippwinkel betrieben wird. Der optische Resonator wird hierbei durch einen Glas- oder Luftzwischenraum gebildet, der von einem idealen Spiegel (R = 100 %) und einem teildurchlässigen, hochreflektierenden Spiegel (R ≈ 95 %) umgeben ist. Die Seite des idealen Spiegels besitzt ein antireflexbeschichtetes Eintrittsfenster, durch das ein in x-Richtung auf die Rückseite des Resonators fokussiertes Lichtbündel eingekoppelt wird. Hierfür wird meist eine Zylinderlinse verwendet, deren Auslegung dann den eingekoppelten Winkelbereich definiert.
Durch Mehrfachreflexionen im Resonator wird das Lichtbündel am teildurchlässigen Spiegel mehrfach in x-Richtung lateral versetzt ausgekoppelt. Ausgangsseitig überlagern sich somit eine Reihe an virtuellen Quellen, die in definiertem Abstand sowohl entlang der x-Achse als auch entlang der z-Achse angeordnet sind. Daher rührt auch der Name Virtually Imaged Phased Array, da sich mehrere virtuell abgebildete Quellen als phasenabgestimmtes Feld überlagern. Die Überlagerung dieser virtuellen Lichtbündel erzeugt im Fernfeld ein Interferenzmuster. Hierbei dürfen sich bestimmte Wellenlängen interferenzbedingt nur in definierte Raumrichtungen ausbreiten, was eine Winkeldispersion erzeugt. Diese Raumrichtungen sind streng genommen nur Resonanzen im Winkelbereich, werden in Verbindung mit dem VIPA üblicherweise aber Beugungsordnungen genannt, da das VIPA hier ein winkeldispersives Bauteil darstellt.
Durch eine Sammellinse kann diese Winkeldispersion auf einem Schirm abgebildet werden. Sofern das eingekoppelte Lichtbündel und die erste Rückreflexion klar voneinander getrennt sind und in ihrem Strahlprofil auch nicht beschnitten werden, tritt keine weitere „klassische“ Beugung des Lichtbündels auf. Das führt dazu, dass das Licht nur in Richtungen ausgekoppelt wird, die innerhalb des Winkelbereichs des eingekoppelten Lichtbündels liegen.

## Auflösungsvermögen
Ähnlich wie beim Auflösungsvermögen des Beugungsgitters, bei dem die Anzahl N der beleuchteten Gitterelemente die Schärfe der Beugungsordnungen bestimmt, wird die Güte der Resonanzen beim VIPA vom Reflexionsgrad der VIPA-Rückfläche definiert.
Einfach gesagt, führte ein hoher Reflexionsgrad dazu, dass sich Licht „länger“ im VIPA aufhält und dadurch mehr sich überlagernde, virtuelle Quellen entstehen, was die Beugungsordnungen schärft. Demgegenüber koppelt bei niedrigerem Reflexionsgrad das Licht schnell aus, weniger virtuelle Quellen überlagern sich und das Beugungsmuster verliert an Güte.
Besser betrachtet lässt sich dieses Phänomen exakter über die Parallele zum Fabry-Pérot-Resonator beschreiben. Analog führt auch beim VIPA ein höherer Reflexionsgrad zu einer größeren Resonanzgüte, also schärferen Beugungsordnungen. Das Beugungsbild des VIPA ist bezüglich des Fabry-Perot-Resonators nichts anderes, als ein Schnitt durch das Interferenzringbild, jedoch in einem stark begrenzten Winkelbereich > 0 Grad.

### Verbessertes Auflösungsvermögen
Ein konstanter Reflexionsgrad der VIPA-Rückfläche erzeugt auskopplungsseitig eine Lorentz'sche Lichtleistungsverteilung, was sich negativ auf die Resonanzgüte, also Schärfe der Beugungsordnungen auswirkt. Dies kann verbessert werden, indem die Rückfläche mit einem vom Einkoppelfenster ausgehend linear abfallenden Reflexionsgrad versehen wird. Dies führt zu einem Gauß-ähnlichen, ausgekoppelten Strahlprofil und verbessert die Resonanzgüte.

## Dispersionsgesetz
Eine analytische Berechnung des VIPA-Dispersionsverhaltens wurde erstmals 2003 von Vega
auf Basis der Theorie ebener Wellen hergeleitet.
Hier wurden mehrere Vereinfachungen angenommen, die für Ungenauigkeiten des Modells sorgen. Ein deutlich genaueres Modell entwickelte Xiao 2004 auf Basis der Fresnel’schen Beugungstheorie. Daraus leitete Xiao das Dispersionsgesetz
{\displaystyle m\lambda =2nd\cos(\Theta _{\mathsf {in}})-2d\tan(\Theta _{\mathsf {in}})\cos(\Theta _{\mathsf {VIPA}})\Theta _{\lambda }-d\cos(\Theta _{\mathsf {in}}){\frac {{\Theta _{\lambda }}^{2}}{n}}}
ab. Hierbei entspricht {\displaystyle m} der Beugungsordnung, {\displaystyle \lambda } der Lichtwellenlänge im Vakuum, {\displaystyle n} dem Brechungsindex des Resonators, {\displaystyle d} der Dicke des VIPA, {\displaystyle \Theta _{\lambda }} dem Beugungswinkel, {\displaystyle \Theta _{\mathsf {VIPA}}} dem Kippwinkel des VIPA und {\displaystyle \Theta _{\mathsf {in}}} dem Ausbreitungswinkel des Hauptstrahls innerhalb des VIPA, der sich nach dem Brechungsgesetz durch {\displaystyle \sin(\Theta _{\mathsf {VIPA}})=n\sin(\Theta _{\mathsf {in}})}
berechnen lässt.
Zusätzlich liefert das Modell von Xiao auch noch eine analytische Lösung der Intensitätsverteilung der Beugungsordnungen, also eine genaue Aussage über die Güte und somit das Auflösungsvermögen des VIPA.

### Freier Spektralbereich
Für den Telekommunikationsbereich ist der freie Spektralbereich (englisch free spectral range (FSR)) ein weiteres charakteristisches Merkmal eines dispersiven Bauteils. Dieser besagt, in welchen Bereich die Wellenlänge bzw. Frequenz des Lichts variieren darf, ohne dass sich zwei benachbarte Beugungsordnungen der beiden Grenzfrequenzen dieses Bereichs überlappen. Er ergibt sich ebenfalls gemäß Xiao mit der Lichtgeschwindigkeit {\displaystyle c} zu
{\displaystyle \mathrm {FSR} ={\frac {c}{2nd\cos(\Theta _{\mathsf {in}})-2d\tan(\Theta _{\mathsf {in}})\cos(\Theta _{\mathsf {VIPA}})\Theta _{\lambda }-d\cos(\Theta _{\mathsf {in}}){\frac {{\Theta _{\lambda }}^{2}}{n}}}}.}

### Freier Winkelbereich
Betrachtet im Bezug zum freien Spektralbereich die zugehörigen Dispersionswinkel des VIPA, bedeutet dies, dass zwei benachbarte Beugungsordnungen einer bestimmten Wellenlänge einen definierten Winkelbereich einschließen. Dieser Winkelbereich ist ein wichtiges Maß für eine Anwendung, da er den Eindeutigkeitsbereich festlegt, in dem ein Dispersionswinkel einer bestimmten Beugungsordnung einer festen Wellenlänge zugeordnet werden kann. Von einer anderen Perspektive betrachtet spannen Wellenlängen innerhalb des freien Spektralbereichs für eine definierte Beugungsordnung einen eindeutigen Winkelbereich auf, der als freier Winkelbereich (FWB) definiert ist
und sich aus dem Dispersionsgesetz zu
{\displaystyle \Theta _{\mathsf {FWB}}={\sqrt {{C_{1}}^{2}-{\tfrac {1}{2}}C_{2}}}-{\sqrt {{C_{1}}^{2}+{\tfrac {1}{2}}C_{2}}}}
mit
{\displaystyle C_{1}=n{\frac {\tan(\Theta _{\mathsf {in}})\cos(\Theta _{\mathsf {VIPA}})}{\cos(\Theta _{\mathsf {in}})}}}
und
{\displaystyle C_{2}=-{\frac {\lambda n}{d\cos(\Theta _{\mathsf {in}})}}}
berechnen lässt.